# Atelier Guilbert-Martin
L'Atelier Guilbert-Martin était un atelier de mosaïstes, aujourd'hui disparu, situé rue Génin à Saint-Denis-en-France, dont les archives sont conservées aux Archives nationales à Pierrefitte-sur-Seine, sous la cote 166AQ : inventaire du fonds 166AQ.
Ce sont Honoré Victor Guilbert et Maximilien Auguste Martin qui se sont associés en 1862, pour reprendre les activités d’une fabrique d’émaux située alors dans le quartier de Grenelle (Paris). La Maison Guilbert-Martin est fondée et devient une Société en nom collectif en 1866.

## Réalisations

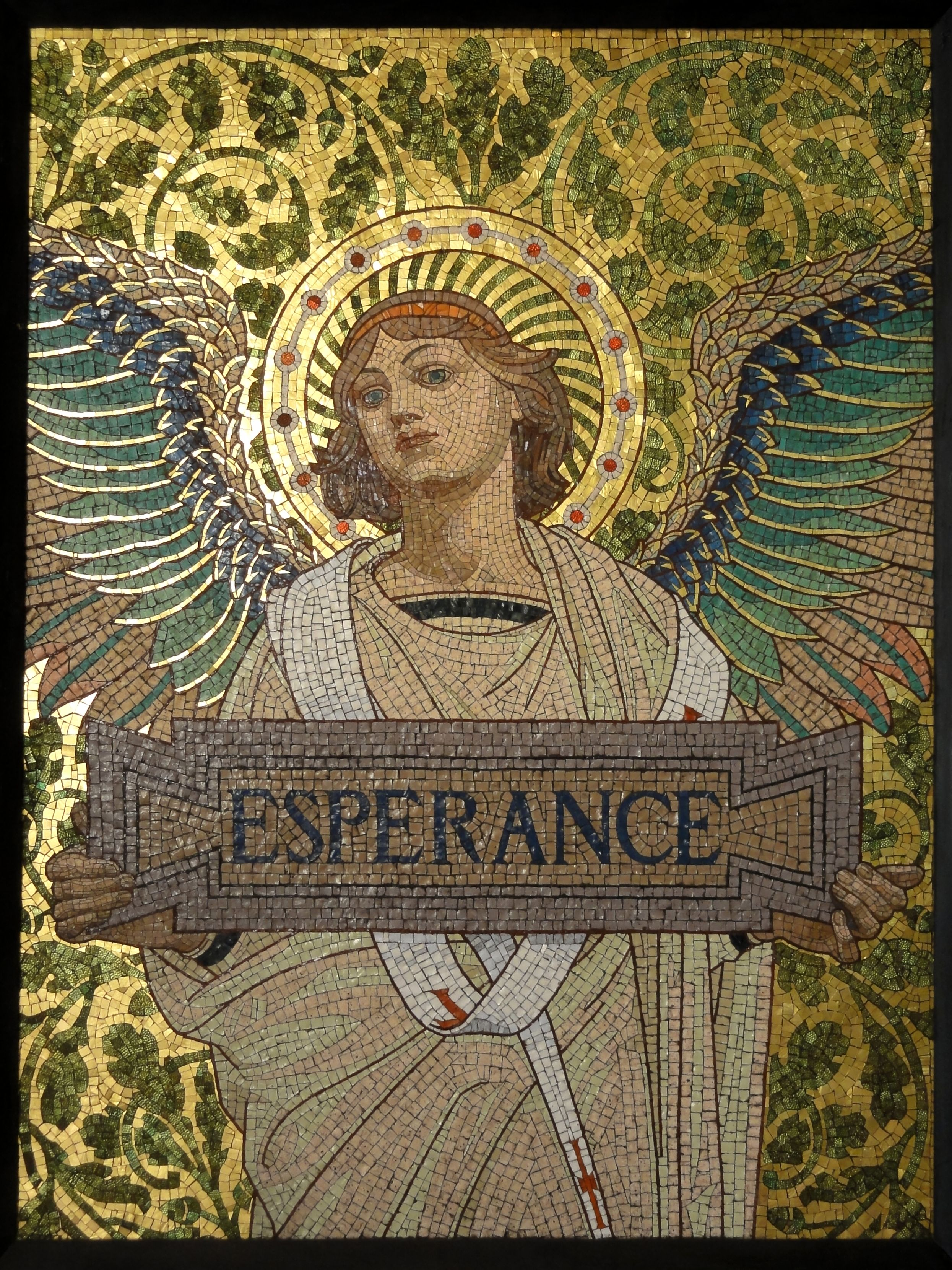
L'Espérance, mosaïque émaillée (1897-1898), Musée d'Art et d'Histoire de Saint-Denis

- Une mosaïque, sur un carton du peintre Louis Ollier, se trouvant dans la salle des mariages de l'hôtel de ville de Valence, représentant un paon, l’un des attributs de la déesse Junon, protectrice du mariage[1] ;

- Au 1er étage de l'hôtel de ville de Saint-Denis-en-France, on trouve un panneau réalisé par l'atelier en 1884 et donné par l'artisan lui-même en 1891, intitulé "ARTES de la Ville de Saint-Denis" - allégorie de la commune.

- Au musée municipal se trouve également un panneau provenant d'une série réalisée pour l'Institut Pasteur à Paris.

### Œuvres notables
La maison Guilbert-Martin fut également productrice :
- de la mosaïque qui décore le cul-de-four de l'abside, du Panthéon de Paris, mosaïque réalisée par l'atelier, de 1875 à 1884 :
  - C'est le peintre Ernest Hébert qui conçoit le dessin de la mosaïque représentant  « Le Christ enseignant à l'ange gardien de la France les destinées de la patrie » (ANGELVM GALLIÆ CVSTODEM CHRISTVS PATRIÆ FATA DOCET) :
  - À sa droite l'ange, debout, portant une épée puis, à genoux, Sainte-Geneviève portant le Scilicet ;
  - À sa gauche, la Vierge Marie debout et, à genoux, Jeanne d'Arc tenant un drapeau. Cette représentation illustre les débats qui pouvaient agiter les débuts de la Troisième république entre laïcs et catholiques :
  - Sur les cinq personnages représentés, quatre ont une auréole, dont celui représentant la Ville de Paris ; Jeanne d'Arc en revanche, n'en porte pas. Elle ne sera canonisée par l'Église catholique qu'en 1920 ;

- des frises extérieures du Grand Palais à Paris, situées dans le péristyle de Deglane, ouvrage de soixante-quinze mètres de long (224 m2) sur 3,2 m de hauteur, réalisé en dix-huit mois entre 1898 et 1900, en pâte de verre colorée[2] ;

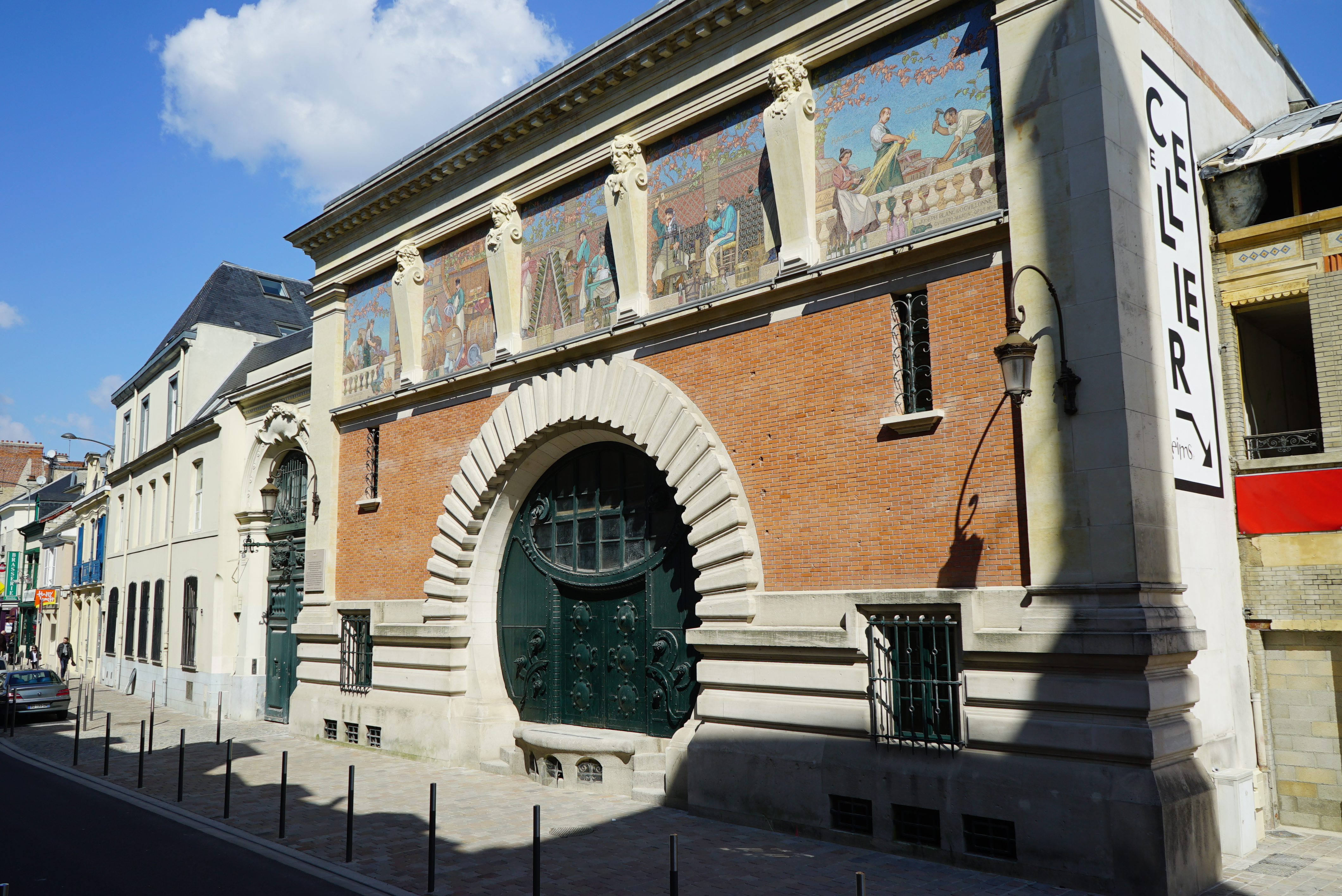
Cellier d'expédition Mumm à Reims

- des frises extérieures en mosaïques sur la façade de l'ancien Cellier d'expédition Mumm à Reims ;

- des mosaïques de style byzantin de la crypte Photo en ligne, tombeau de Louis Pasteur et de son épouse, au Musée Pasteur à l'Institut Pasteur. Sur un plan de l'architecte Charles Girault, la crypte a été ornée sur la base des dessins et cartons du peintre Luc-Olivier Merson, évoquant les différents travaux et domaines d'activité du savant[3] ;

- des mosaïques du Mausolée du village de Bourgogne, ensemble dans le style byzantin pour la chapelle Faynot dans la Marne (1900-1914) ;

- de la grande mosaïque dans la Basilique du Sacré-Cœur de Montmartre à Paris, décorant le cul-de-four de l'abside de la basilique. Dessinée par Luc-Olivier Merson, elle représente le Sacré-Cœur de Jésus glorifié par l’Église catholique et la France. À sa base on peut lire une phrase en latin signifiant : « Au Cœur Sacré de Jésus, la France fervente, pénitente et reconnaissante »[4]. Inaugurée en 1923, et avec une surface de 473,78 m2, c'est la plus grande mosaïque de France ;

- des panneaux latéraux de la basilique Notre-Dame sur la colline de Fourvière à Lyon retraçant l'histoire religieuse du site.

Œuvres de l'atelier Guilbert-Martin
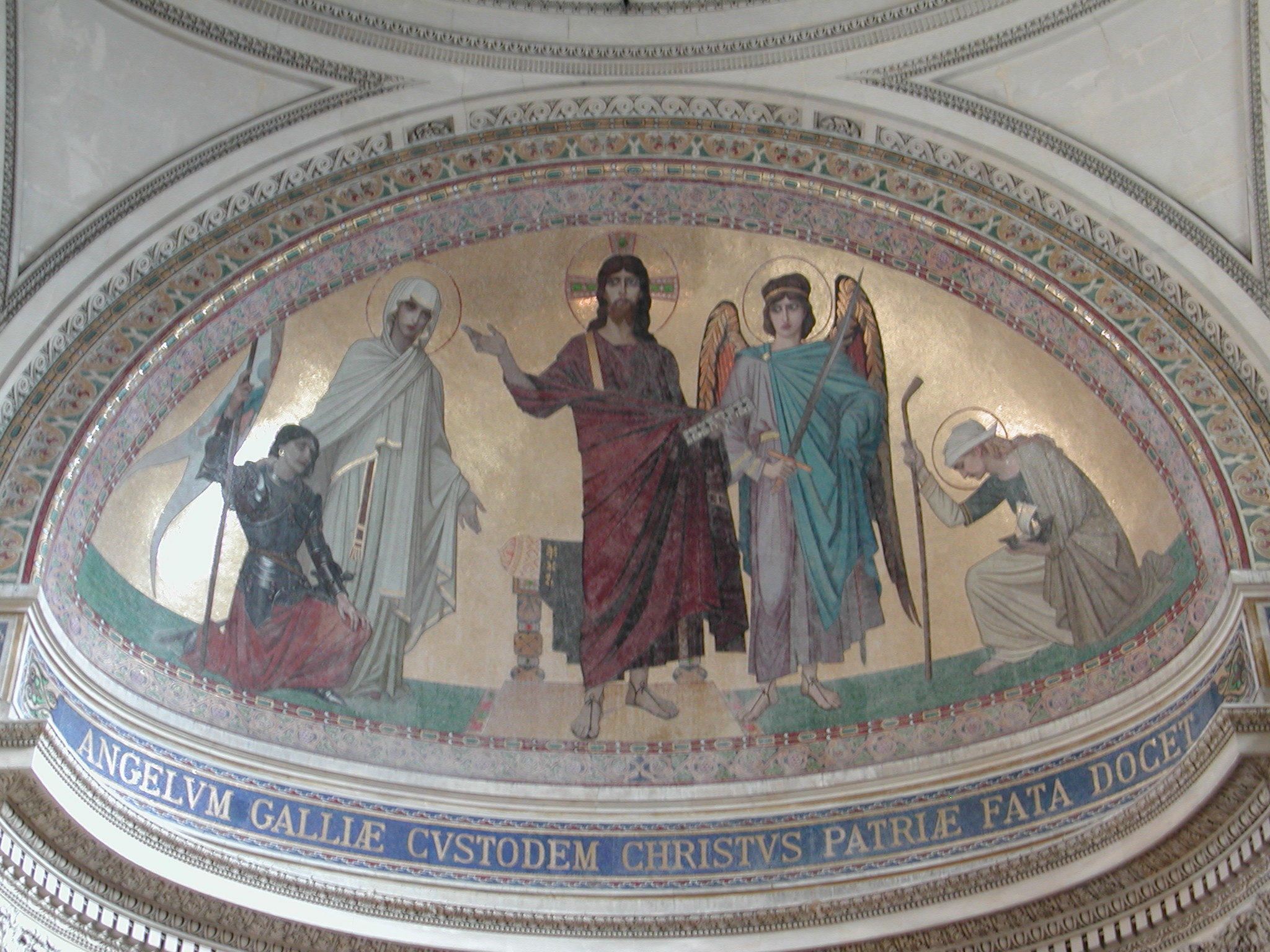
Mosaïque du cul-de-four de l'abside du Panthéon de Paris, (1875-1884), dessin par Ernest Hébert
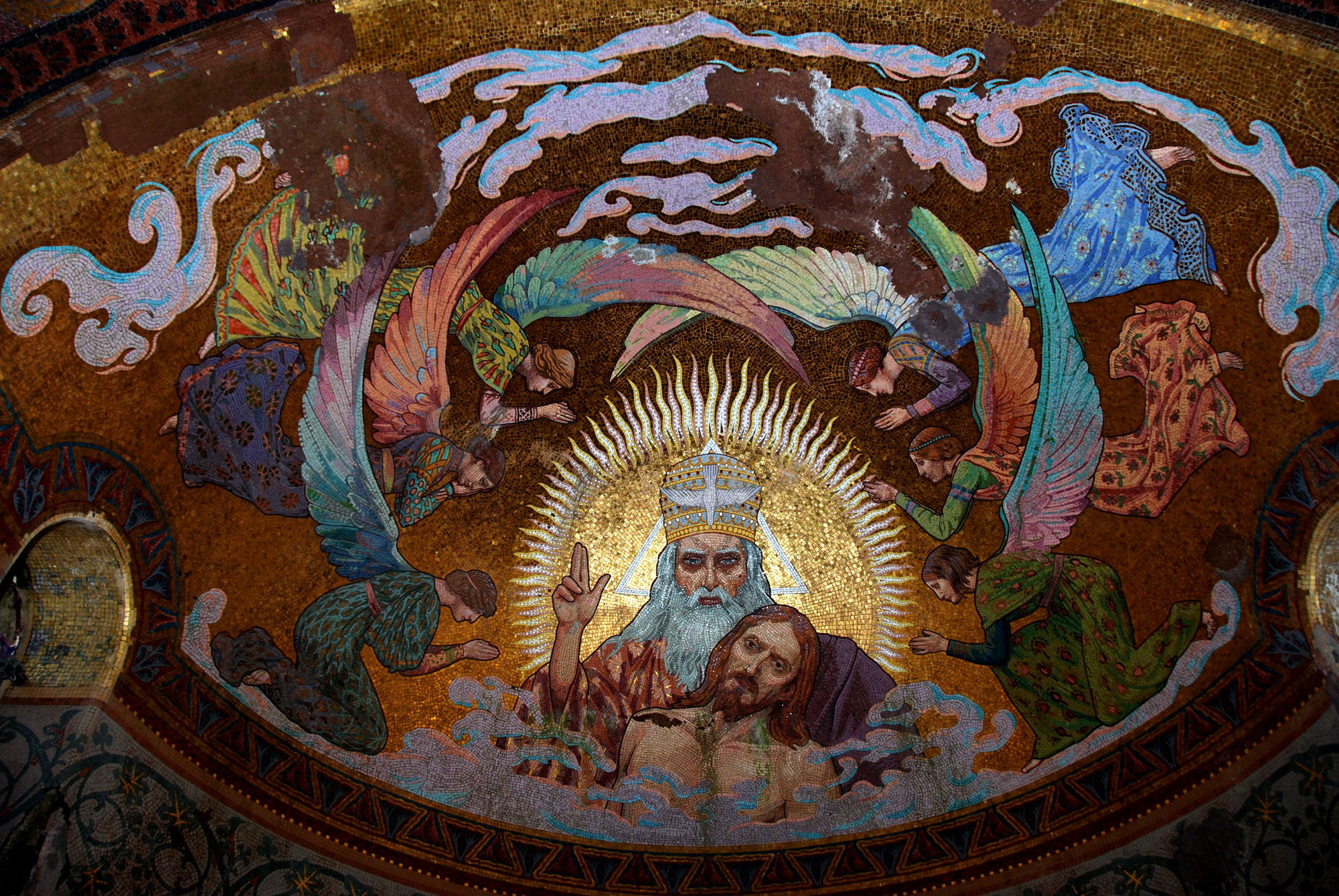
Mosaïque du cul-de-four de l'abside du Mausolée du village de Bourgogne, dessin par Georges-Antoine Rochegrosse
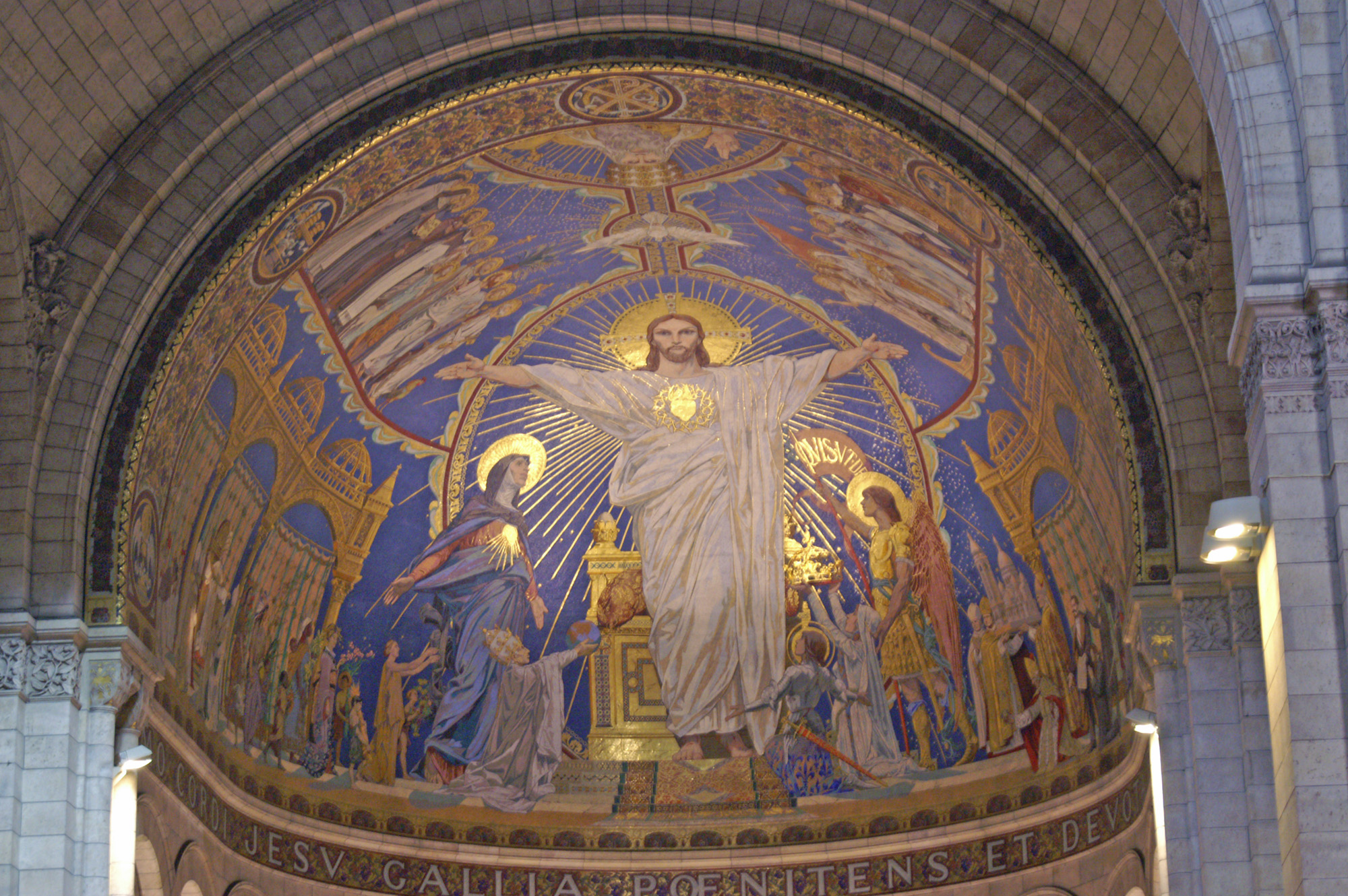
Mosaïque du cul-de-four de l'abside de la Basilique du Sacré-Cœur de Montmartre, à Paris, (1918-1922), dessin par Luc-Olivier Merson
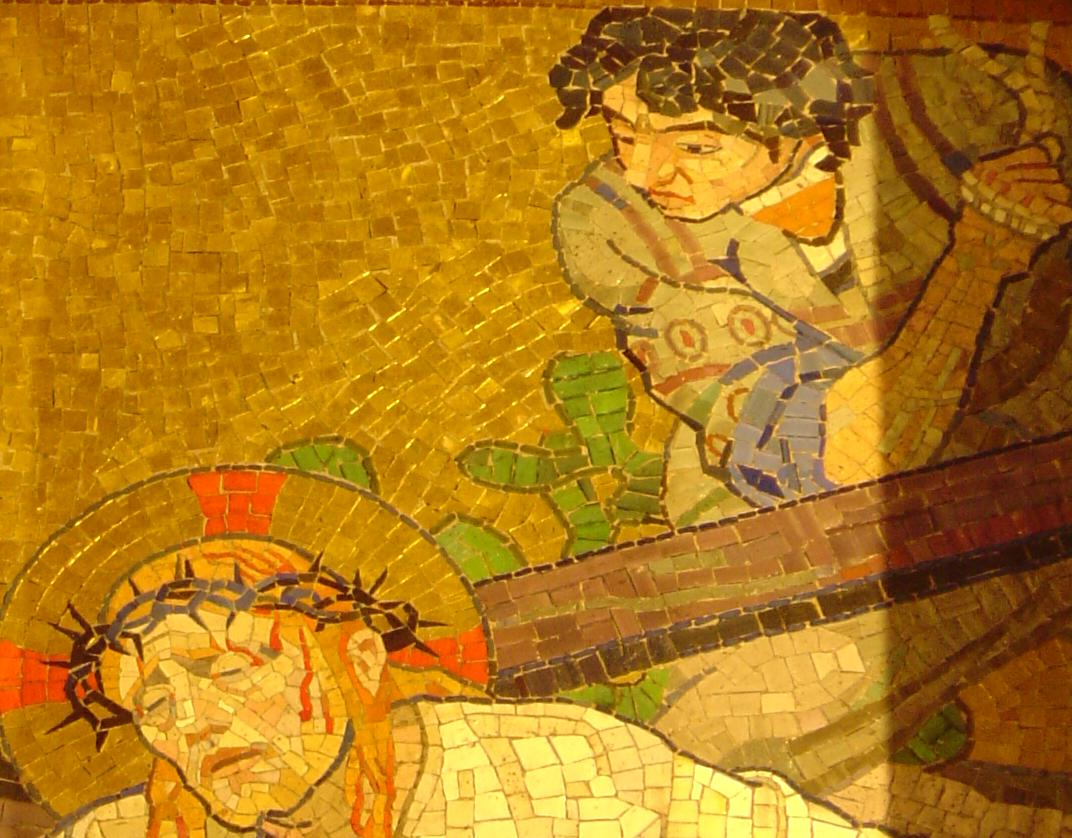
Mosaïques de la Basilique du Sacré-Cœur de Montmartre, à Paris